# The Present (film 2014)
The Present è un cortometraggio d'animazione del 2014 diretto e co-scritto da Jacob Frey e co-scritto con Markus Kranzler. È basato sul fumetto Perfeição, un fumetto di Fabio Coala. Il cortometraggio racconta la storia di un ragazzo che riceve un cucciolo a tre zampe da sua madre, per poi alla fine affezionarci.
Il cortometraggio è disponibile gratuitamente su YouTube in lingua inglese, con possibilità di aggiungere i sottotitoli in italiano.

## Trama
Un adolescente gioca a un videogioco sparatutto in un salotto dove la finestra è oscurata, ma rimane sorpreso quando sua madre arriva con una scatola, dicendo che contiene un regalo per lui. La madre va di sopra a fare una telefonata. Il ragazzo apre la scatola, e scopre un cucciolo energico. La gioia del ragazzo si trasforma in disprezzo quando vede che al cucciolo manca una parte della zampa anteriore sinistra. Disgustato, caccia via il cucciolo e continua a giocare, Imperturbabile, il cucciolo trova una palla di gomma rossa sotto un mobiletto e porta goffamente la palla al ragazzo, invitandolo a giocare. Il ragazzo fa del suo meglio per ignorare il cagnolino ma viene presto conquistato dalla sua determinazione e spirito, nonostante i suoi problemi. Il ragazzo interrompe il videogioco ed esce felicemente a giocare con la palla con il suo cucciolo, si scopre così che cammina con le stampelle e che la gamba sinistra gli manca sotto il ginocchio.

## Accoglienza
Il cortometraggio è stato proiettato in 293 diversi festival cinematografici e ha vinto 81 riconoscimenti da tutti i festival cinematografici e ha ricevuto il plauso della critica. Per questo motivo, sia Frey che Kranzler si sono trasferiti negli Stati Uniti in ottobre e lavorano rispettivamente ai Walt Disney Animation Studios e alla Pixar. Frey ha lavorato sia su Zootropolis che su Oceania.